# Gilianie
Gilianie – irańska ludność zamieszkująca północny Iran, głównie ostan Gilan, nad Morzem Kaspijskim. Mówią językiem gilańskim, blisko spokrewnionym z językiem mazanderańskim, który, dzięki oddzieleniu od reszty Iranu górami Elburs, nie był w ciągu swej historii poddany takiemu wpływowi języka arabskiego, jak język perski – przez to lepiej zachował prairańskie słownictwo. Społeczność Gilanów liczy ponad 2 mln osób, zdecydowana większość z nich to muzułmanie.